# François Francœur
Pour les articles homonymes, voir Francœur.
Œuvres principales
Pyrame et Thisbé, tragédie lyrique, Pavane
François Francœur est un compositeur, violoniste et interprète français né le 21 septembre 1698 à Paris et mort dans la même ville le 5 août 1787.

## Biographie
Né dans une famille de musiciens, il est violoniste dans l’orchestre de l’Académie royale de Musique dès l’âge de douze ans, comme « dessus de violon ». Frère de Louis Francœur, il élève son neveu Louis-Joseph Francœur à la suite de la disparition de son frère en 1745.
Musicien contemporain de Jean-Philippe Rameau, il compose beaucoup de symphonies, de musique de chambre et d'opéras, dont la plupart en collaboration avec François Rebel, dès 1726 et pendant 45 ans. En 1727 il acquiert la charge de « compositeur de la Chambre du roi », suivie de son admission aux ordres militaires de Notre Dame du mont Carmel et Saint-Lazare de Jérusalem, rarement attribué aux musiciens. En 1730, remplaçant Jean-Baptiste Senaillé, il est dans les rangs des Vingt-quatre violons du roi, rejoignant son père et son frère.
En février 1739, il devient maître de musique à l'Opéra, puis inspecteur général adjoint en août 1743. Il devient surintendant de la musique de la Chambre le 27 février 1744, à la place de François Colin de Blamont. En avril 1757, il obtient la concession de l'Opéra de Paris, qu'il codirige avec Rebel, devant relever nombre d’embarras : déficit, indiscipline de la troupe, Querelle des Bouffons, le tout culminant dans la destruction du bâtiment dans un incendie, le 6 avril 1763.
En mai 1764, Louis XV anoblit Francœur, en reconnaissance de ses loyaux services. Il conserve son poste de surintendant de la musique de la Chambre, jusqu'à sa retraite en 1776. Antoine Dauvergne, son successeur, le décrit dans son État des personnes qui composent le comité de l'Opéra (1770), comme : « Homme honnête, plein d'intelligence, de zèle et d'activité ».
Le violoniste Fritz Kreisler (1875-1962) compose une célèbre Sicilienne et rigaudon « dans le style de François Francœur ».

## Œuvres principales
- Premier Livre de sonates à violon seul et basse continue (1720)
- Deuxième Livre de sonates à violon seul et basse continue (1730)
- Pavane, Pastourelle, Allemande-Sarabande et Rondeau, Aria (17..)
- Pyrame et Thisbé, tragédie lyrique, sur un livret de Jean-Louis-Ignace de la Serre (avec François Rebel) créée le 17 octobre 1726
- Tarsis et Zélie, tragédie lyrique en 5 actes, sur un livret de Jean-Louis-Ignace de la Serre (avec François Rebel) créée le 19 octobre 1728
- Pastorale héroïque de la fête des ambassadeurs plénipotentiaires d'Espagne à l'occasion de la naissance de Monseigneur le Dauphin, opéra-ballet en 1 acte (avec François Rebel) créée le 24 janvier 1730
- Skanderberg, tragédie lyrique, livret de Antoine-Houdar de La Motte et Jean-Louis Ignace de la Serre (avec François Rebel) créée le 27 octobre 1735
- Le Ballet de la paix, livret de Pierre-Charles Roy (avec François Rebel) créé le 29 mai 1738. Fut représenté 33 fois.
- Les Augustales, divertissement, livret de Pierre-Charles Roy (avec François Rebel) créé le 16 novembre 1744
- Zélindor, roi des Silphes, divertissement sur un livret de François-Augustin Paradis de Moncrif (avec François Rebel) créé le 10 août 1745
- Le Trophée, divertissement à l'occasion de la victoire de Fontenoy (avec François Rebel) représenté le mardi 10 août 1745
- Le Retour du Roi, idylle, livret de Pierre-Charles Roy (avec François Rebel) créée le 8 septembre 1745
- La Félicité, ballet héroïque, sur un livret de Pierre-Charles Roy (avec François Rebel) créé le 17 mars 1746
- Ismène, pastorale héroique, sur un livret de François-Augustin Paradis de Moncrif (avec François Rebel) 10 octobre 1747
- Le Prince de Noisy, ballet héroïque en 3 actes, (avec François Rebel), livret de Charles-Antoine Leclerc de La Bruère, Versailles, Théâtre des petits appartements, 13 mars 1749
- Laudate pueri Dominum, motet pour solistes, chœur et orchestre (1750)
- Les Génies tutélaires, divertissement composé à l'occasion de la naissance de Mgr le Duc de Bourgogne (avec François Rebel) 21 septembre 1751
- La Tour enchantée, bal figuré mêlé de chants et de danses, livret de Mme de Villeroi et Pierre Joliveau (avec des musiques Antoine Dauvergne, Jean-Philippe Rameau, François Rebel et François Francoeur) créé le 20 juin 1770
- Symphonies pour le Festin Royal du Comte d'Artois (1773)

## Discographie
- 1981 : Sonate en trio en mi majeur, op. 2 n. 6, dans Conversation Galante, Musica Antiqua Köln, Reinhard Goebel (dir.) - Archiv 2534 006 1 LP Digital
- 1993 : Symphonies pour le Festin royal du comte d'Artois, La Simphonie du Marais, Hugo Reyne (dir.) - Fnac Music 592287
- 2001 : Quatre Sonates du premier et deuxième livre, ensemble Ausonia - Caliope, CAL 9888
- 2002 : Symphonies pour le Festin royal de Monseigneur le comte d'Artois, ensemble Stradivaria, Daniel Cuiller (dir.)
- 2004 : Amans voulez-vous être heureux ?, airs extraits de Scanderberg, Tarsis et Zélie et Pirame et Thisbé + Sonates pour violon du deuxième livre, Isabelle Desrochers, Mira Glodeanu, ensemble Ausonia, Frédérick Haas (dir.) - Alpha 076
- 2007 : Zélindor, roi des Silphes, ensemble Ausonia, Frédérick Haas et Mira Glodeanu (dir.) - CMBV
- 2008 : Pirame et Thisbé, Thomas Dolié, Judith Van Wanroij, Jeffrey Thompson, Katia Velletaz, Jean Teitgen, Philippe Le Corf, ensemble Stradivaria, Daniel Cuiller (dir.) - Mirare MIR 058
- 2022 : Les Frères Francoeur, Théotime Langlois de Swarte, Justin Taylor - CD Alpha 2022 (Diapason d’or)